# Then I'll Come Back to You
Then I'll Come Back to You è un film muto del 1916 diretto da George Irving. Tratto dal romanzo di Larry Evans, fu sceneggiato da Frances Marion.

## Produzione
Il film fu prodotto dalla The Frohman Amusement Corp.

## Distribuzione
Distribuito dalla World Film, il film uscì nelle sale cinematografiche statunitensi il 3 aprile 1916.